# Hiromi Kawabata
Hiromi Kawabata (川畑宏美?, Kawabata Hiromi; Obama, 23 marzo 1979) è un'ex cestista giapponese.

## Carriera
Con il Giappone ha disputato i Giochi olimpici di Atene 2004 e i Campionati mondiali del 2002.